# Fenntartható öntözés

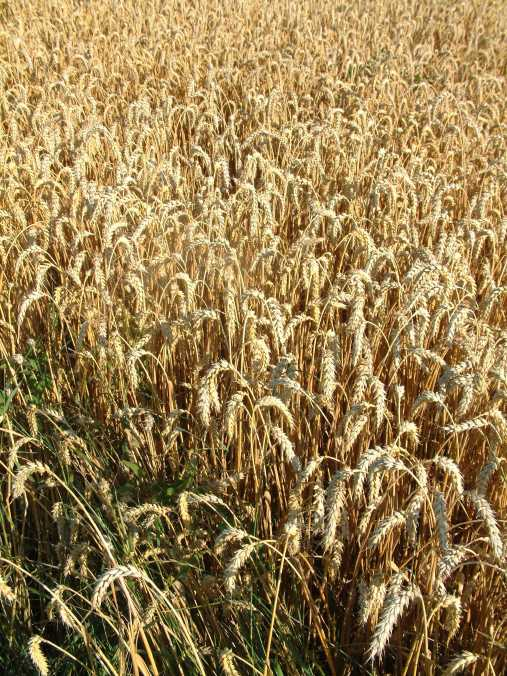
búza

A fenntartható öntözésről szóló szakmai tanulmányok irányt mutatnak, mely alkalmazások használhatóak a víztakarékosság miatt a jövőben. A fenntartható fejlődés (sustainable development) egyik alappillére, hogy a mezőgazdaság termelőképessége ne csökkenjen. A másik alappillére a fejlődésnek a környezetvédelem. A globális felmelegedés következtében kialakuló aszályok a termést mennyiségét veszélyeztetik.
A globális vízfogyasztásért a mezőgazdaság 80%-ban felelős (van olyan tanulmány, mely ezt az értéket 69%-ra teszi) Az öntözés drasztikusan csökkenti a talajvíz szintjét. A növekvő ivóvízhiány miatt a mezőföldek öntözésére úgynevezett csepegtető technikát alkalmaznak a világ legtöbb pontján, így a víz fele, harmada elegendő.
A fenntartható öntözési programok segítenek a növények termesztésének hatékonyabbá tételében és az állattenyésztésben (takarmányozás) egyaránt.

## Csepegtető öntözés
Talán az egyik legismertebb víztakarékos megoldás a mezőgazdaságban a csepegtető öntözés, mely gyakori, kis vízadagokat juttat közvetlenül a növény gyökeréhez, jelentős vízmegtakarítást érve el így a termesztés során. A megoldás azonban problémás lehet részint az ára, részint a némely növényeknél szükséges páratartalom biztosítása miatt.

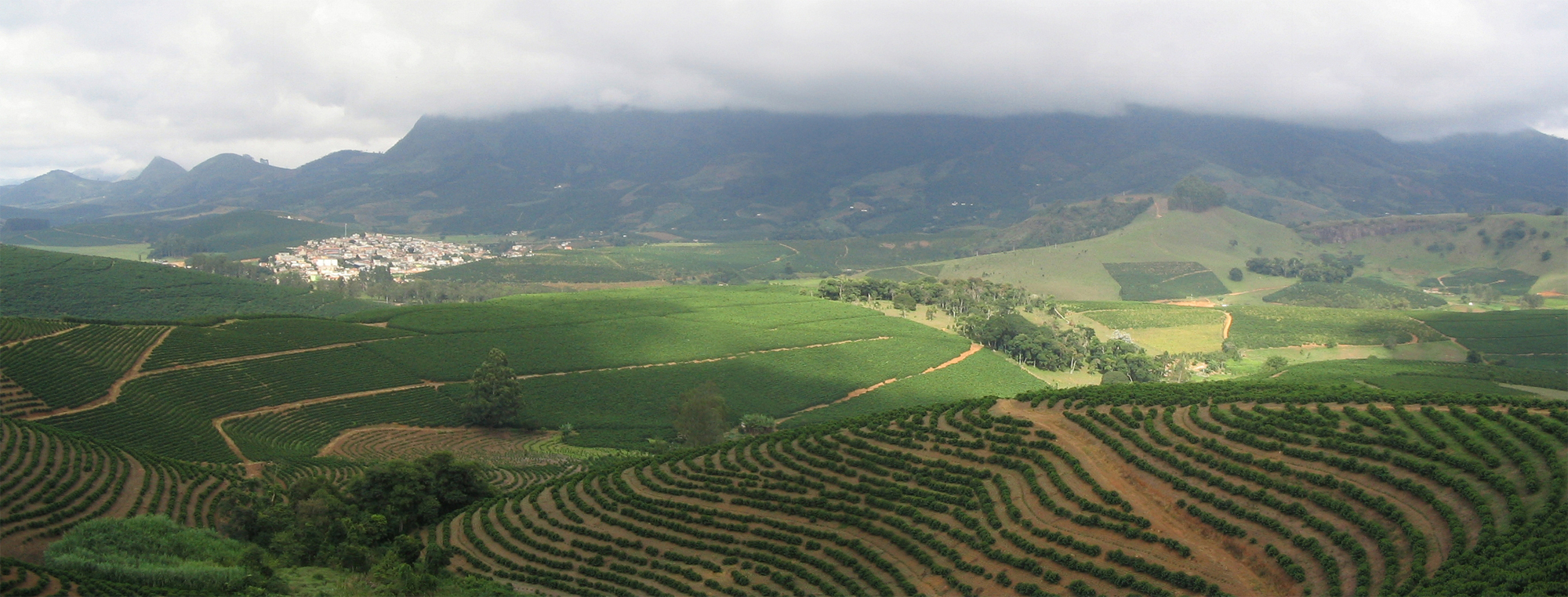
Kávé ültetvény São João do Manhuaçu City – Brazília